# Torre de la Vela (Melilla)
La Torre de la Vela , llamada popularmente la Casa del Reloj, es una antigua torre vigía, con un cuartel adosado, de la ciudad española de Melilla. Alberga una sala de exposiciones artísticas.Se encuentra en la Plaza de los Aljibes de Melilla la Vieja, y forma parte del Conjunto Histórico Artístico de la Ciudad de Melilla, un Bien de Interés Cultural.

## Historia
Sala de armas en el siglo XVII, se reforma en el XVIII y alberga la vivienda del jefe del Batallón Disciplinario. Es reconstruida tras el sitio de 1774-1775, siendo muy reformada en 1862 al transformarse en cuartel de artillería, siendo ampliada con una planta, albergando después en su planta baja la Junta de Arbitrios.
En 1985 Rafael Gómez Martín realizó un proyecto de restauración que es ejecutado entre el 13 de mayo de 1986 y 1988 por cubiertas y MZOV SA, para ser convertido en Museo Municipal de Melila, derribándose la última planta y guardando la forma de la remodelación del siglo XIX.
Albergo el Museo Andrés García Ibáñez de Arte Moderno y Contemporáneo después de ser reformado por Acciona Infraestructuras según proyecto del estudio de arquitectos CHACEL 8 Arquitectura

## Descripción
La Torre de la Vela, propiamente dicha, es una torre de cuatro plantas, y se culmina con una espadaña, en la que se encuentra la campana que fue fundida en 1686 por Francisco Melgar, y que tiene pintadas las cifras 6. 08. 192 (en referencia a la matanza de Monte Arruit), que finaliza en frontón triangular. A esta torre, se le añade una edificación estrecha y alargada horizontalmente, con planta baja y alta, más un retranqueado, con vanos de arcos escarzanos los bajos y ventanas, y con balcones cuadrados los altos. El edificio está edificado en piedra, paredes, ladrillo macizo, arcos y bóvedas, y madera, vigas y planchas y tejas para el tejado. Cuenta con una planta baja y alta. 
También en su interior alberga la Capilla de la Enramada, del siglo XVI, unas mazmorras y la Batería de la Muralla Real, del siglo XVIII.